# Vârful Bucov
Vârful Bucovul Mare (în ucraineană Гора Bуковo) este un munte împădurit, situat actualmente în raionul Storojineț, Ucraina. Are o înălțime de 1109 metri, fiind în trecut cel mai înalt munte din Straja. De aici izvorăsc pâraiele Straja și Ziminel. Se află la 1 km de vârful Petrușca.

## Istoric
Muntele a fost ocupat de sovietici în anul 1944, definitiv, împreună cu toată Bucovina de Nord. Aici se afla o pădure seculară, fiind până în anii 50 defrișată de sovietici.